# Jolanta Paleolog
Jolanta Paleolog (ur. 1318, zm. 24 grudnia 1342) – hrabina Sabaudii, Aosty i Moriany, żona Aimona Spokojnego, hrabiego Sabaudii. 

## Życiorys
Była córką Teodora I Paleologa, markiza Montferratu w latach 1306–1338 i jego żony Argentiny, córki Opicino Spinoli. 1 maja 1330 w Casale Monferrato poślubiła Aimona Spokojnego, hrabiego Sabaudii, Aosty i Moriany w latach 1329–1343. Mieli pięcioro dzieci:
- Amadeusza VI (1334–1383), hrabiego Sabaudii
- Biankę (1336–1388), żonę Galeazzo II Visconti, władcy Mediolanu
- Jana (1338–1345)
- Katarzynę (1341)
- Ludwika (ur. 1342), zmałego w dzieciństwie